# フリードリヒ・ハインリヒ・ヒンメル
フリードリヒ・ハインリヒ・ヒンメル（Friedrich Heinrich Himmel 1765年11月20日 - 1814年6月8日）は、ドイツの作曲家。

## 生涯
ヒンメルはプロイセンのブランデンブルク州、トロイエンブリーツェンに生まれた。音楽に転向するまでハレで神学を学んでいた。
ポツダムでの一時滞在中、プロイセン王フリードリヒ・ヴィルヘルム2世に独学したピアノの腕前を披露する機会に恵まれた。王は直ちに1年分の手当の支給を決定し、ヒンメルが音楽の修業を完了できるようにした。イタリア楽派に属するドイツの作曲家であるヨハン・ゴットリープ・ナウマンの下で学んだヒンメルは、師の楽派の様式を用いてオペラ・セリアを作曲した。
そうしたオペラの第1作が田園オペラ『Il primo navigatore』であり、1794年にヴェネツィアで初演されて大きな成功を収めた。1792年にベルリンに赴くと同市で上演されたオラトリオ『Isaaco』をきっかけとしてプロイセン王の宮廷カペルマイスターに任命され、その立場でカンタータや戴冠テ・デウムなどの多数の公的音楽を作曲した。
ストックホルム、サンクトペテルブルク、ベルリンのために書かれたイタリアオペラはいずれも、当時は熱狂と共に迎えられた。これらに増して重要なのが『Fanchon』と呼ばれるアウグスト・フォン・コッツェブーの詞に作曲されたジングシュピールである。また、ヒンメル持ち前の純粋で簡素な旋律は『An Alexis send ich dich』などのリートにも現れている。
ヒンメルはベルリンに没した。

## 主要作品

### オペラ
- 『Il primo navigatore』 田園オペラ、ヴェネツィア （1794年）
- 『La morte di Semiramide』 オペラ・セリア、ナポリ （1795年）
- 『Fanchon oder das Leyermädel』 ジングシュピール、ベルリン （1804年）
- 『Die Sylphen』 魔法オペラ、ベルリン （1806年）
- 『Der Kobold』 コミック・オペラ、ウィーン （1813年）
- 『Alessandro』 （1799年）
- 『Vasco di Gama』 （1801年）
- 『Frohsinn und Schwarmerei』 （1801年）

### リート
- 『An Alexis send ich dich』
- 『Vaterunser』
- 『Gebet während der Schlacht: „Vater ich rufe dich!“』
- 歌曲集『Die Blumen und der Schmetterling』